# Casa Vermelha (Red House)

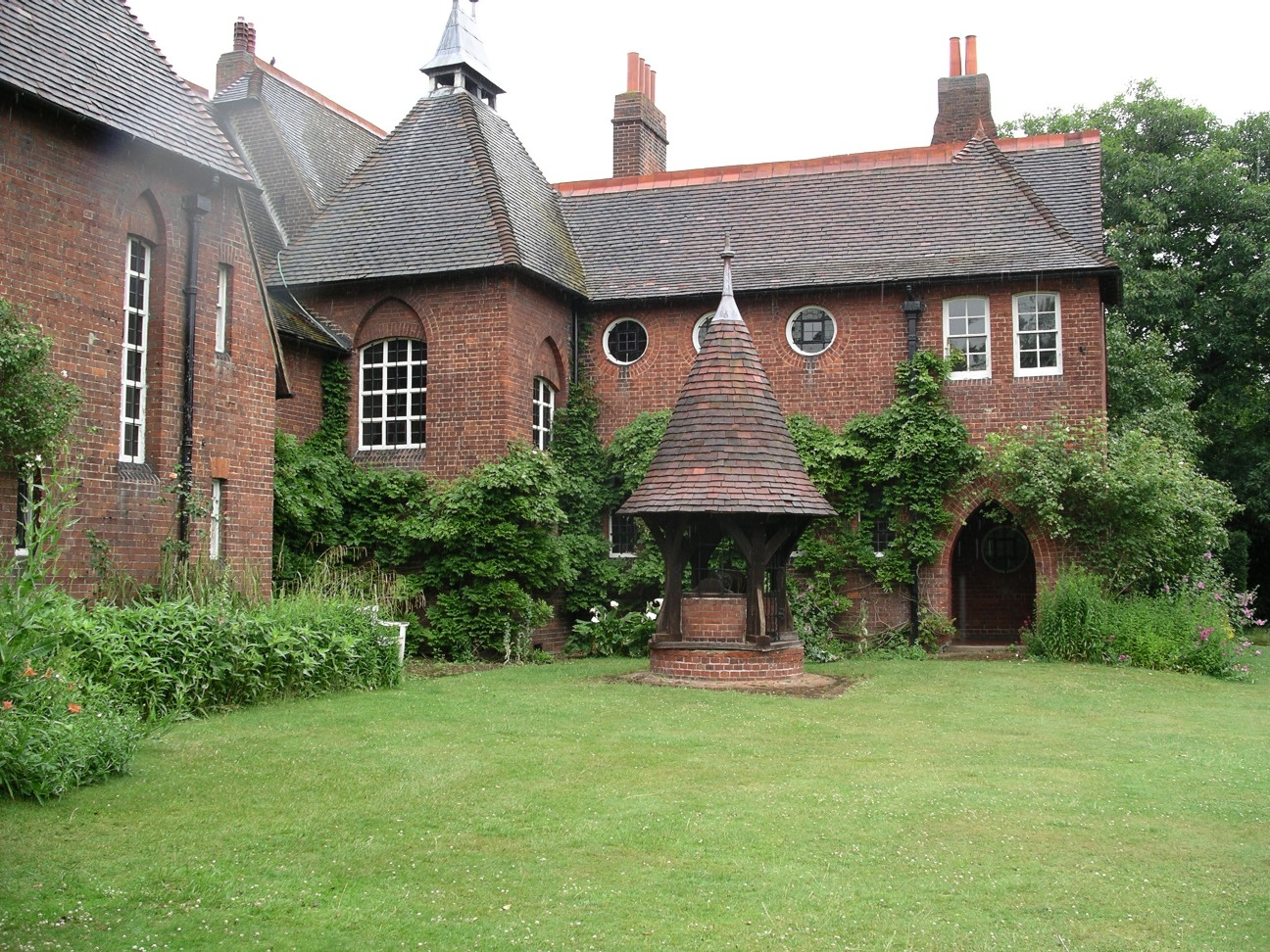
A casa vermelha (Red House) em Bexleyheath, Kent

A Casa Vermelha (Red House) localizada em Kent, Inglaterra, é o edifício chave na história do movimento das Arts and Crafts, assim como da arquitectura britânica do século XIX. A casa data do ano de 1859, tendo sido desenhada para William Morris, pelo amigo e arquitecto Philip Webb. Construída em tijolo vermelho, a casa pessoal de Morris é um exemplo da aplicação das ideias defendidas por ele, o projeto de arquitetura orienta-se pelas linhas da arquitetura rural/ doméstica inglesa, no entanto também apresenta elementos góticos, tais como: arcos em ogiva e telhados inclinados.
A decoração interior (papel de parede, estofos, mobiliário, etc...), na sua maioria desenhada por Morris, foi toda realizada artesanalmente, com formas simples, escolha criteriosa e funcional de materiais. A casa conta ainda com fantásticas pinturas de paredes e de vidros, por parte de Edward Burne-Jones.
William Morris pretendia assim mostrar que era possível produzir objetos necessários à vida sem uso da máquina, usando a sua própria casa como exemplo, desta forma, Morris e os amigos, construíram e projetaram eles mesmos todo o mobiliário da casa, que contrastava fortemente com o estilo da época. A obra foi marcada pela simplicidade (exclusão de ornamentos excessivos), pela qualidade dos materiais empregados, pelo trabalho artesanal e, acima de tudo, pela funcionalidade.